# Baitarani
Der Baitarani ist einer der sechs großen Flüsse im ostindischen Bundesstaat Odisha.
Der Baitarani entspringt in den Guptaganga Hills im Distrikt Kendujhar in Odisha, etwa 2 km von der Ortschaft Gonasika entfernt auf einer Höhe von 900 m. Er fließt anfangs etwa 80 km in nördlicher Richtung durch das Bergland, wobei er 3 km östlich an der Stadt Joda vorbeiströmt. Anschließend führt er einen Rechtsbogen aus. Er bildet über eine Strecke von etwa 10 km die Grenze zum nördlich gelegenen Bundesstaat Jharkhand. Der Baitarani wendet sich nach Osten und kurz darauf nach Südsüdosten. Er passiert die Städte Champua und Anandapur. Der Fluss erreicht die Küstenebene und wendet sich nach Osten. Der Brahmani und die Mahanadi verlaufen weiter südlich. Ein Flussarm (Budha Nadi) zweigt nach Süden ab und vereinigt sich mit einem Flussarm des Brahmani. Der Baitarani fließt durch die Distrikthauptstadt Jajpur. Später nimmt er den linken Nebenfluss Salandi auf. Unterhalb der Ortschaft Chandbali trifft der Baitarani wenige Kilometer vor dem Meer auf den nördlichen Mündungsarm des Brahmani.
Der Baitarani ist 360 km lang. Er entwässert ein Areal von 14.218 km², wovon 13.482 km² in Odisha und 736 km² in Jharkhand liegen. Wichtige Nebenflüsse neben dem Salandi sind: Kangira, Aradei, Khairi, Bhandan, Deo, Kanjhari, Sita, Musal und Kusei.